# Dipartimento di Kadey
Il dipartimento di Kadey è un dipartimento del Camerun nella Regione dell'Est.

## Comuni
Il dipartimento è suddiviso in 7 comuni:
- Batouri
- Bombe
- Kette
- Mbang
- Mbotoro
- Ndelele
- Ndem-Nam